# Alluaudomyia pseudomaculipennis
Alluaudomyia pseudomaculipennis är en tvåvingeart som först beskrevs av Carter, Ingram och John William Scott Macfie 1921.  Alluaudomyia pseudomaculipennis ingår i släktet Alluaudomyia och familjen svidknott.
Artens utbredningsområde är Ghana. Inga underarter finns listade i Catalogue of Life.